# ルイ・エメ・グロスクロード
ルイ・エメ・グロスクロード (Louis-Aimé Grosclaude、1784年9月26日 - 1869年12月11日）は、スイスの画家である。風俗画や肖像画を描いた。

## 略歴
スイスのヌーシャテル州のル・ロックルの老舗の時計メーカーの一族の出身である。時計職人の訓練を受けるが、適性がなく、画家に転じ独学で静物画を描いた。1803年にジュネーブに移り、オランダ人画家から絵を学んだ後、1805年にパリに移りジャン＝バプティスト・ルニョーの指導を受け、ルーブル美術館でフランドルやイタリアの巨匠の絵画を模写して修行した。
グロスクロードの絵の才能はルニョーに認められ、ローマ賞に挑戦するように励まされたが、過労から病気になり治療のためにスイスに帰国した。回復後1807年にパリで修行を再開するが、再び病気が再発し、ジュネーブに戻った。
ジュネーヴで肖像画家として活動を始め、名声を得た。その後風俗画を描くことを好むようになった。1824年に画家のジャンヌ・ペルネット・ジュールダンと結婚して1831年に肖像画家となる息子ルイ＝フレデリック・グロスクロード（Louis-Frédéric Grosclaude: 1831-1892）が生まれた。
1826年にベルリンを訪れ、ベルリン美術アカデミーの会員に選ばれた。旅行中にイギリスの風俗画家デイヴィッド・ウィルキーとも知り合った。経済的に恵まれていたので、1827年まであまり展覧会に出展しなかった。1835年にパリに移り、パリのサロンで、三等のメダルを受賞し、1838年に二等のメダル、1845年に一等のメダルを受賞した。その後、宗教画や歴史画も描いた。パリとヌーシャテルを行き来し手活動し、ヌーシャテルでは肖像画を描いた。パリの富豪ロチルド男爵からも注文を受けた。
1869年にパリで没した。弟子にはフランソワ・ボションやフリッツ・ツゥーバー＝ブーラー（Fritz Zuber-Buhler: 1822–1896) がいる。

## 作品

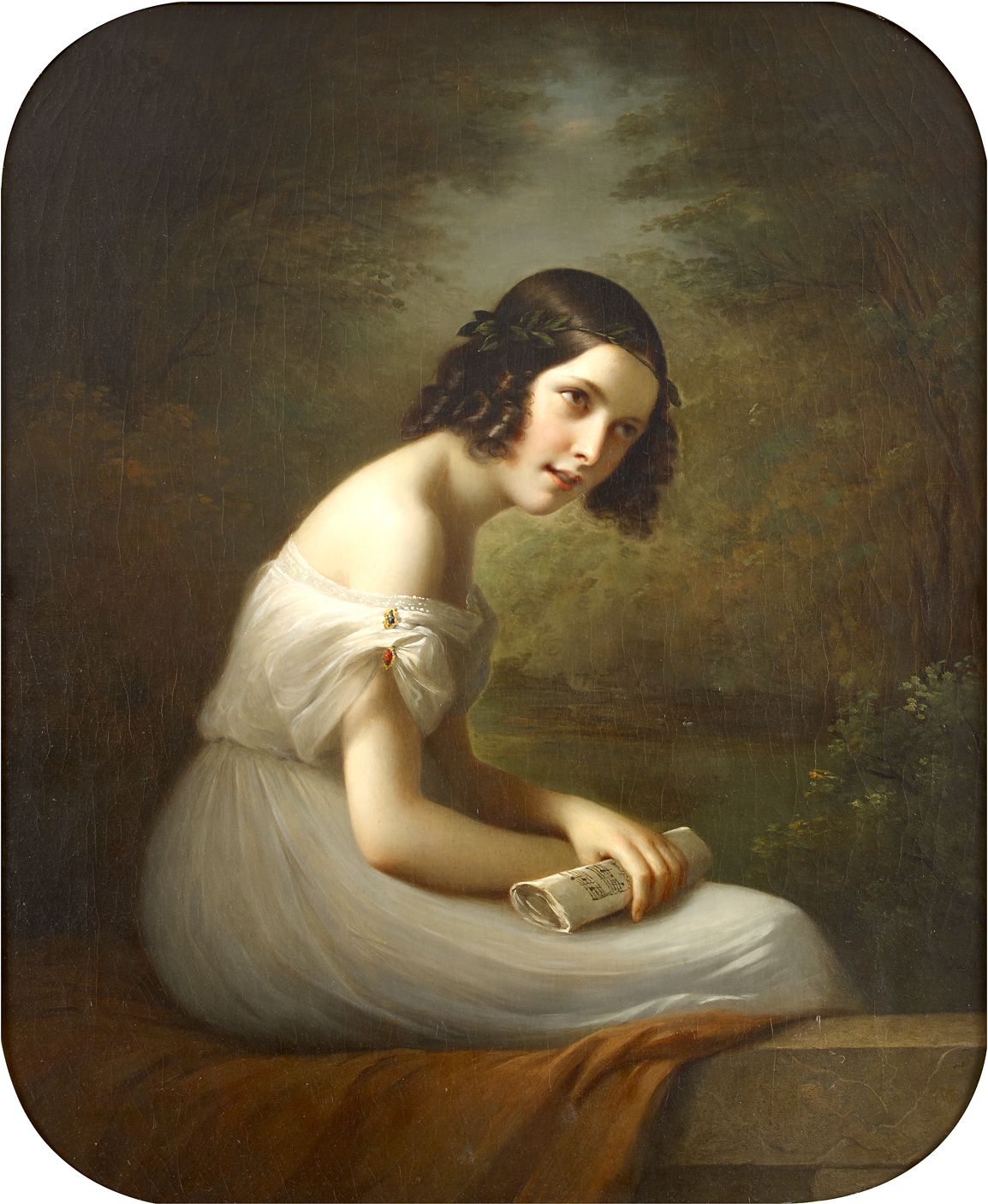
Louise-Aglaé Masson（作曲家、ピアニスト）
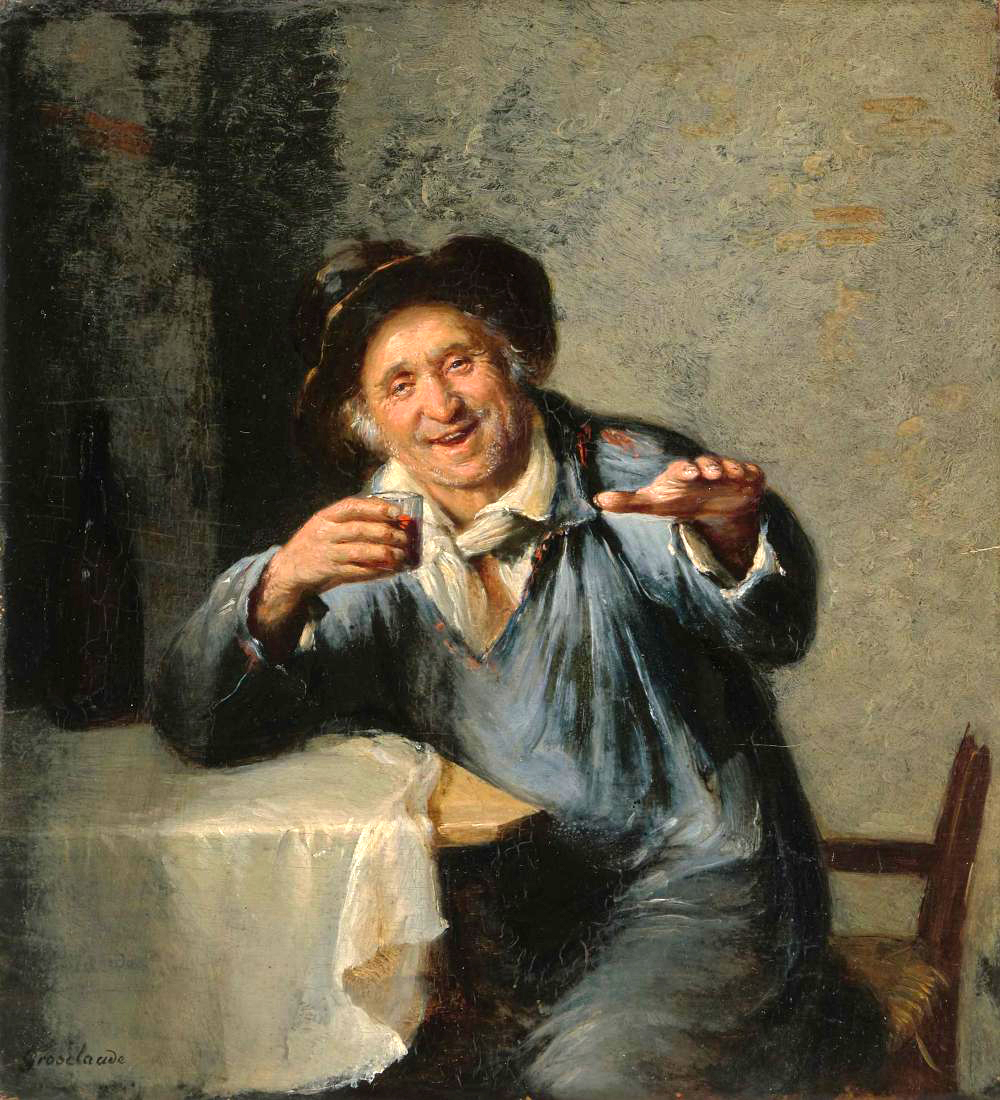
機嫌にいい飲酒家
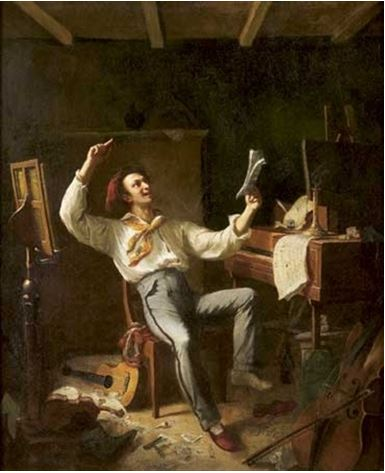
"Inspiration"
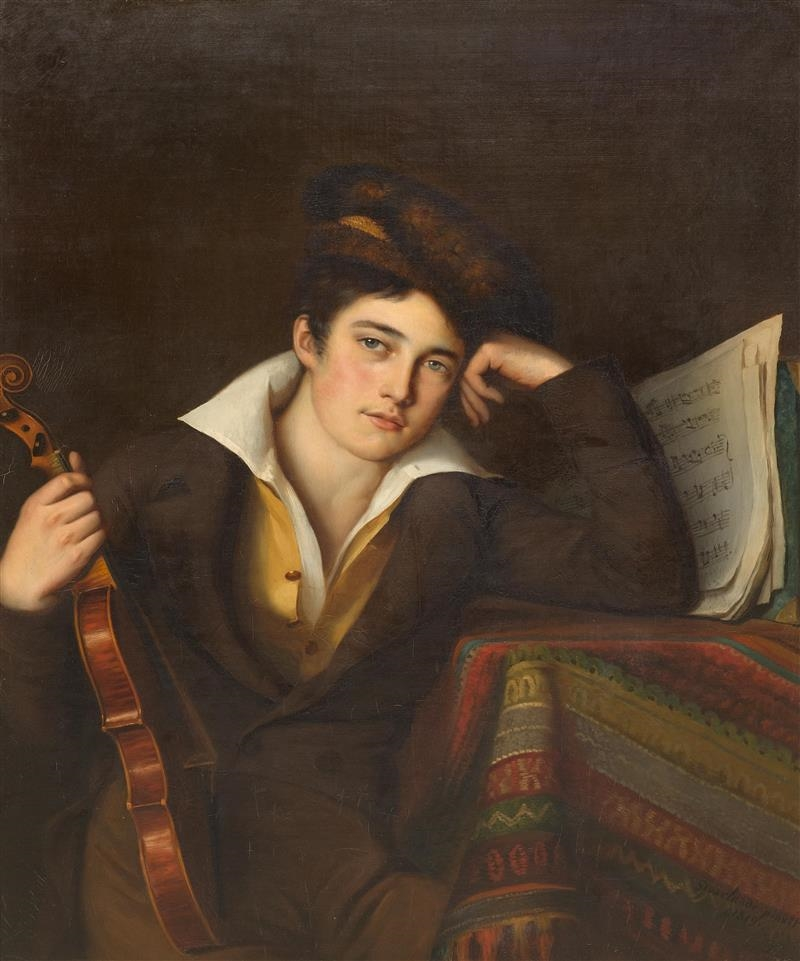
バイオリン

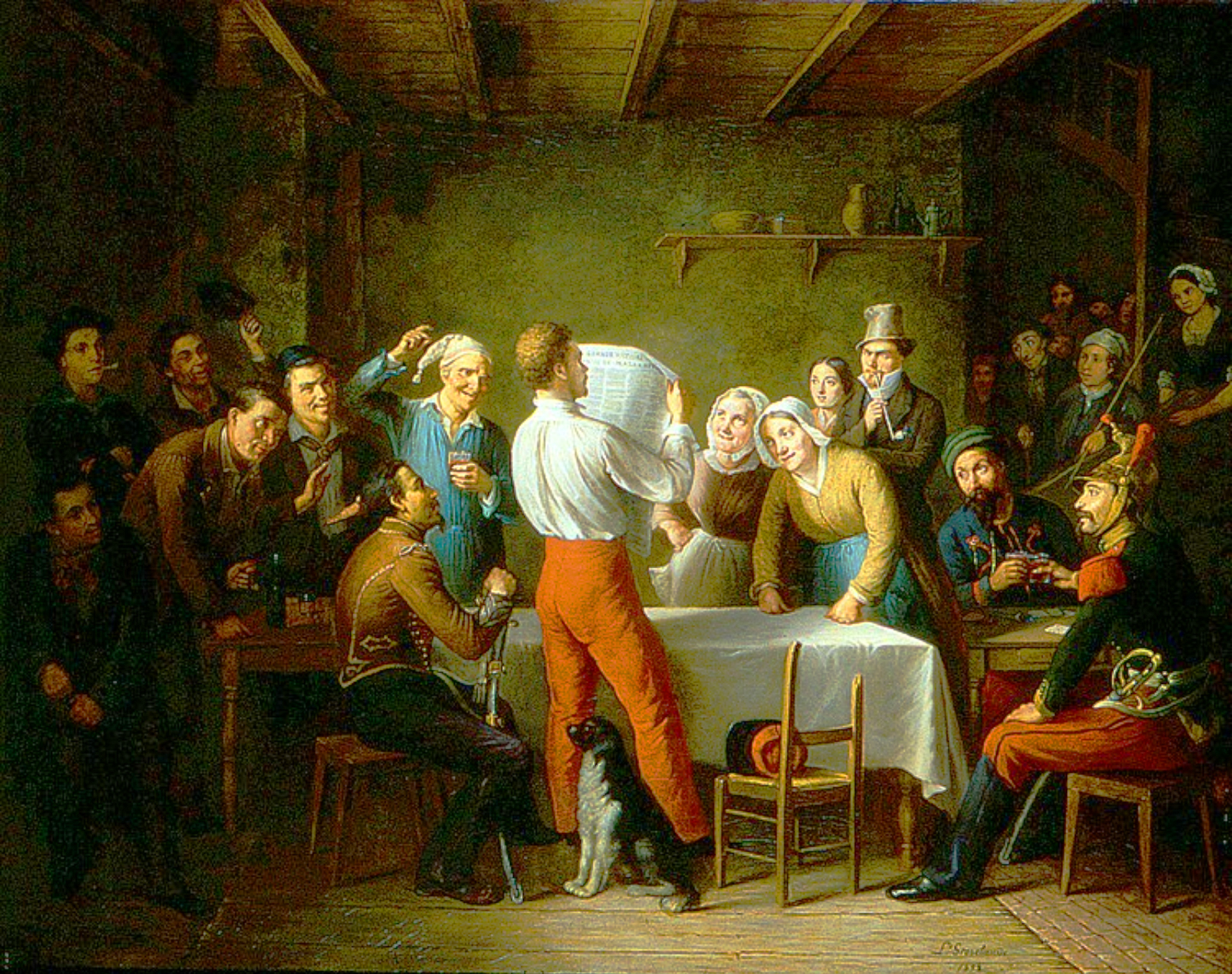
クリミア戦争の戦勝の報告を読み上げる人
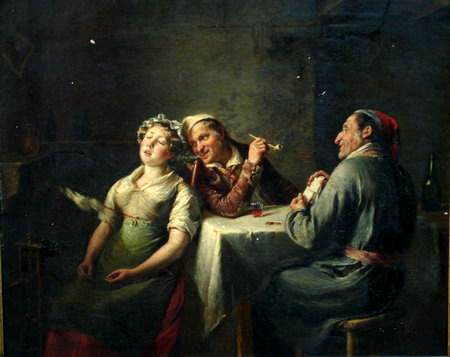
"The Sleeping Spinner"
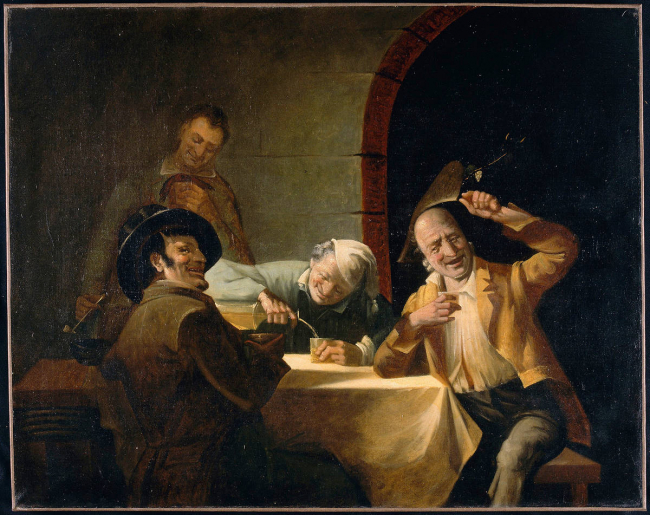
"Toast to the Harvest"